# Vellinghausen (Meschede)
Vellinghausen  ist ein Stadtteil von Meschede im nordrhein-westfälischen Hochsauerlandkreis in Deutschland.

## Geographie
Der Ort befindet sich rund fünf Kilometer südlich von Meschede oberhalb der Hennetalsperre.

## Geschichte
In alter Zeit gab es in Vellinghausen drei Höfe. Einer der Höfe war bereits im Jahr 1599 nicht mehr als selbständiger Hof verzeichnet und wurde später von einem der verbleibenden Höfe mitbewirtschaftet. Der Ort gehörte bis Ende 1974 zum Kirchspiel und zur Gemeinde Remblinghausen.
Am 1. Januar 1975 wurde Vellinghausen in die Stadt Meschede eingegliedert.